# Надолу по хълма
„Надолу по хълма“ (на английски: Downhill) е американска трагикомедия от 2020 г. на режисьорите Нат Фексън и Джим Раш, които са съсценаристи заедно с Джеси Армстронг. Филмът е римейк на „Форсмажор“ (2014) на шведския режисьор Рубен Йостлунд. Главните роли се изпълняват от Джулия Луис-Драйфус и Уил Феръл.
Световната премиера се състои в Сънданс на 26 януари 2020 г. и е театрално пуснат в САЩ от Сърчлайт Пикчърс, първият филм, който е пуснат под новото име на студиото след закупуването на The Walt Disney Company от 21st Century Fox. Филмът получава смесени отзиви от критиците и печели $8.9 милиона в световен мащаб.